# Dillon Sheppard
Dillon Sheppard (Durban, 27 febbraio 1979) è un allenatore di calcio ed ex calciatore sudafricano di ruolo centrocampista, tecnico del Kaizer Chiefs II.

## Carriera

### Club
Ha giocato nel campionato sudafricano, russo e greco.

### Nazionale
Conta 18 presenze con la nazionale sudafricana.

## Palmarès

### Club

#### Competizioni nazionali
- Campionato sudafricano: 3

Mamelodi Sundowns: 2005-2006, 2006-2007
Bidvest Wits: 2016-2017
- Coppa di Lega sudafricana: 1

Bidvest Wits: 2017